# Teinosuke Kinugasa
Teinosuke Kinugasa (衣笠 貞之助, Kinugasa Teinosuke) est un réalisateur, scénariste et acteur japonais, né le 1er janvier 1896 à Kameyama, dans la préfecture de Mie, et mort le 26 février 1982 à Kyoto.
Il remporte le Grand prix au festival de Cannes 1954 pour La Porte de l'enfer (地獄門, Jigokumon).

## Biographie

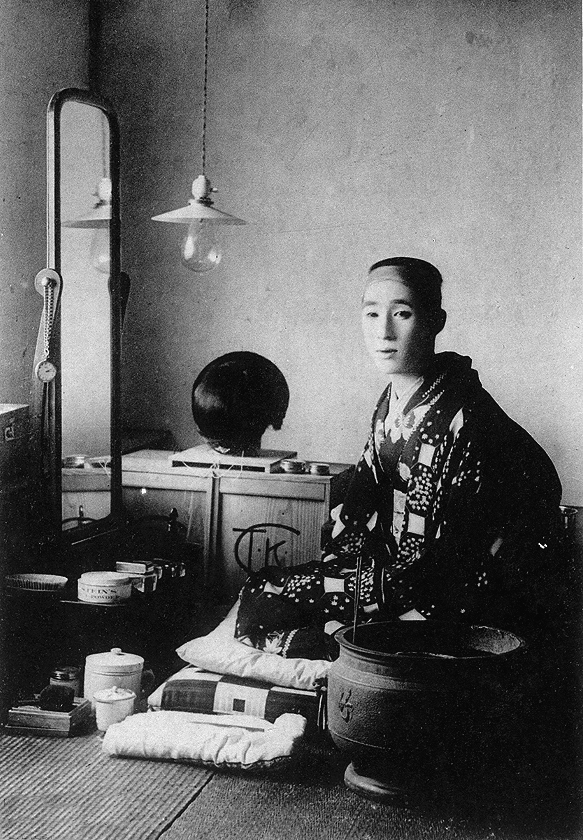
Teinosuke Kinugasa, acteur onnagata dans les années 1910.

Teinosuke Kinugasa naît le 1er janvier 1896 dans un milieu aisé ; il abandonne ses études en 1913 pour partir à Nagoya afin de devenir comédien. Il commence sa carrière comme acteur onnagata (terme désignant un homme qui interprète un rôle féminin) au théâtre kabuki, puis au cinéma à la Nikkatsu dès 1917,. Cette année-là, il tourne dans 44 films. En 1920, il perd sa femme et son fils, victimes de la grippe espagnole. Quelques mois plus tard, il écrit et réalise son premier film, La Mort de ma sœur (妹の死, Imōto no shi). Dans ce film tourné en trois jours, il interprète lui-même le rôle de la sœur.
Au début des années 1920, Teinosuke Kinugasa est un des artisans de la résistance des onnagata contre l'apparition de véritables actrices dans le cinéma japonais, une « nouveauté » issue du cinéma occidental. Mais les onnagata disparaissent progressivement des écrans et il quitte la Nikkatsu en 1922. Il rejoint alors la société de production de Shōzō Makino comme réalisateur et tourne de nombreux films, des mélodrames mais aussi des jidai-geki.
En 1926, il fonde sa propre société de production, la Kinugasa Eiga Renmei (衣笠映画連盟). Il produit et réalise Une page folle (狂った一頁, Kurutta Ippēji), un film expérimental audacieux se passant dans un asile, à mi-chemin entre l'expressionnisme allemand et les recherches du cinéma muet soviétique, sur une idée de l'écrivain Yasunari Kawabata et de Riichi Yokomitsu. Le film, longtemps considéré comme perdu, a été retrouvé chez lui par Kinugasa en 1971. Il est considéré de nos jours comme un chef-d’œuvre du cinéma muet mondial.
Œuvre ambitieuse, Une page folle est néanmoins un échec commercial et par la suite, la Kinugasa Eiga Renmei revient dans le giron de la Shōchiku, produisant des films d'époques plus classiques,. La société devenue moins rentable, l'équipe décide de jouer son va-tout en réalisant Carrefour (十字路, Jūjiro) en 1928, un mélodrame plus explicitement influencé par le Kammerspiel germanique. Son film terminé, Kinugasa part alors, ses bobines sous le bras pour un long voyage de deux ans en Occident. Il présente Carrefour à Moscou (où il rencontre Eisenstein), à Berlin, à Londres, à Paris et à New York,,. C'est sans doute la première intrusion du cinéma japonais en Occident, vingt-deux ans avant le Rashōmon d'Akira Kurosawa.
De retour au Japon, Teinosuke Kinugasa, cinéaste de gauche, rencontre des difficultés avec la censure avec son film Avant l'aube (1931). Par la suite, il tourne principalement des jidai-geki, notamment la première version parlante des 47 Rōnin (1932) et la trilogie La Vengeance d'un acteur (1935-36), dont Kon Ichikawa réalisera un remake en 1963 avec le même acteur dans le rôle principal, Kazuo Hasegawa.
En 1953, il s'installe quelque temps à Hollywood afin d'étudier de près les différents procédés couleurs et les vertus de l'écran panoramique. Cette même année, il tourne La Porte de l'enfer, premier film en couleur de la Daiei et premier film en Eastmancolor au Japon, avec lequel il remporte la Palme d'or au festival de Cannes (1954) ainsi que l'Oscar du meilleur film en langue étrangère (1955),.
Son dernier film, Le Petit Fuyard, tourné en 1966, est une co-production avec l'Union soviétique.
Teinosuke Kinugasa a réalisé plus de 120 films et signé près de 100 scénarios entre 1922 et 1966. Il a également joué dans plus de 60 films entre 1918 et 1923. Il est l'auteur d'un livre, publié en 1977 par les éditions Iwanami : Ma jeunesse avec le cinéma - un aspect de l'histoire du cinéma japonais (わが映画の青春 日本映画史の一側面, Waga eiga no seishun - Nippon eiga-shi no ichi sokumen).

## Filmographie

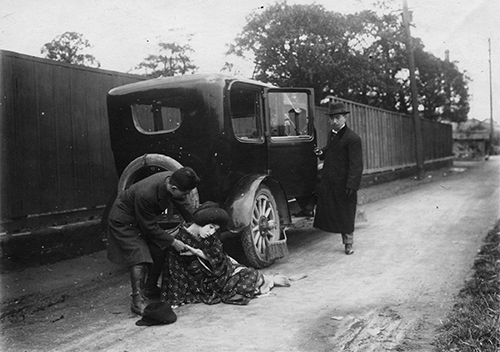
Teinosuke Kinugasa (au centre) et Hideo Fujino (à droite) dans Hakucho no uta (1920) d'Eizō Tanaka.

### Acteur
- 1918 : Nanairo yubiwa (七色指環?) de Tadashi Oguchi (ja)
- 1918 : Le Cadavre vivant (生ける屍, Ikeru shikabane?) d'Eizō Tanaka
- 1918 : Chichi no namida (父の涙?) d'Eizō Tanaka
- 1918 : Onna ichidai (女一代?) de Tadashi Oguchi (ja)
- 1918 : Shin shoshurei (新召集令?) de Tadashi Oguchi (ja)
- 1919 : Kannon-iwa (観音岩?) de Tadashi Oguchi (ja)
- 1919 : Shin nozakimura (新野崎村?) d'Eizō Tanaka
- 1919 : Shin nozakimura (豹子頭林冲?) de Tadashi Oguchi (ja)
- 1919 : Koi no Tsumako (恋の津磨子?) de Tadashi Oguchi (ja)
- 1920 : Hakucho no uta (白鳥の歌?) d'Eizō Tanaka
- 1920 : La Mort de ma sœur (妹の死, Imōto no shi?) : la sœur

### Réalisateur

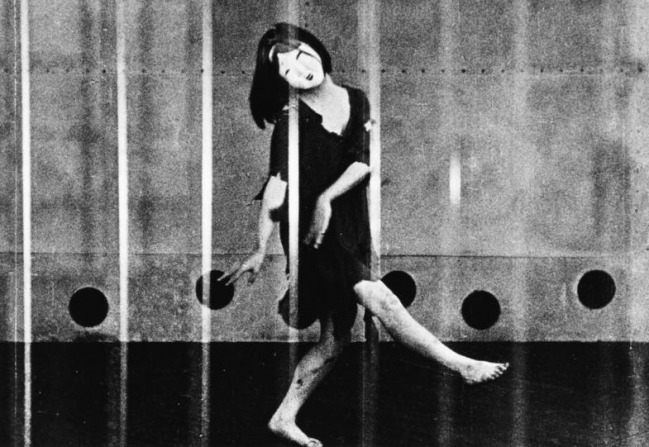
Eiko Minami dans Une page folle (1926).

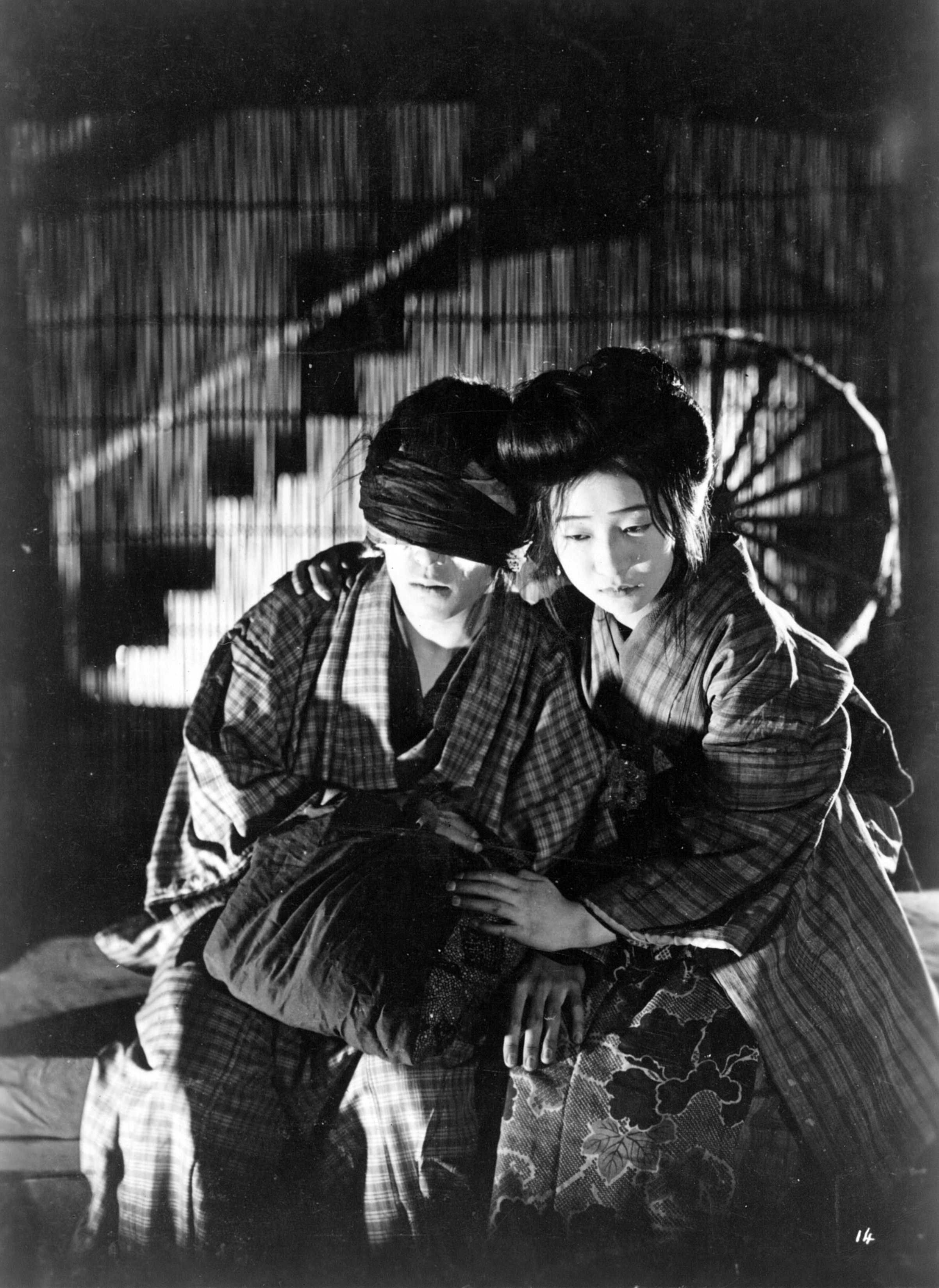
Junosuke Bandō et Akiko Chihaya dans Carrefour (1928).

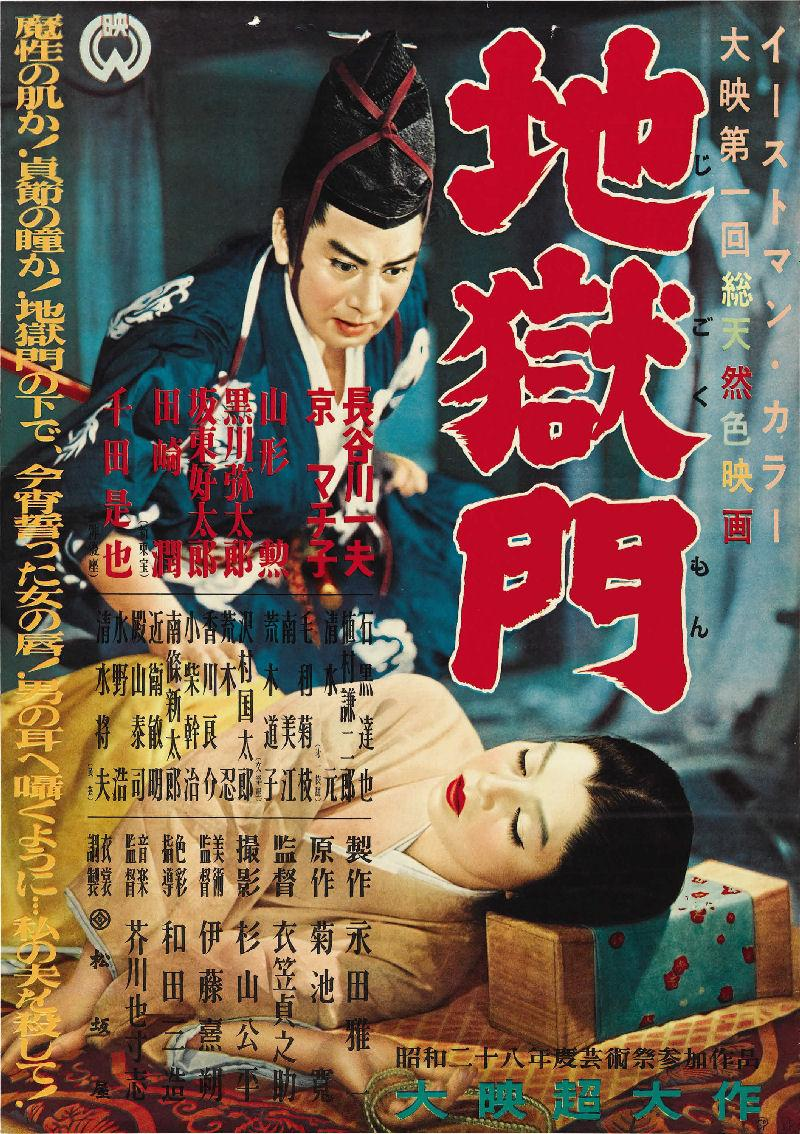
Affiche japonaise de La Porte de l'enfer (1953).

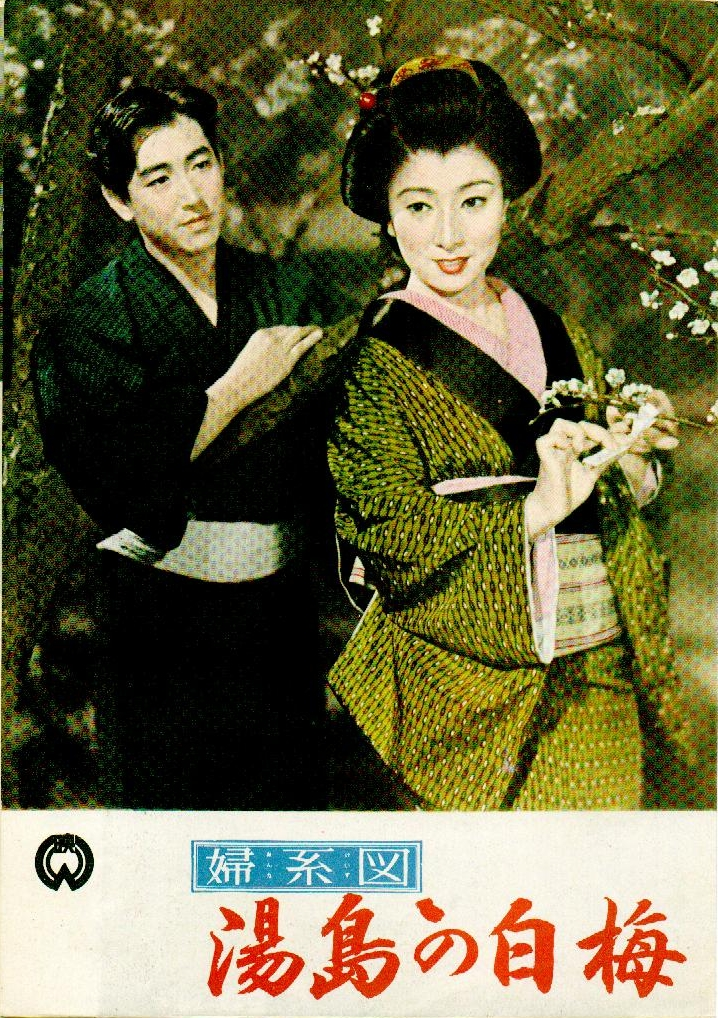
Affiche japonaise de Romance à Yushima (1955).

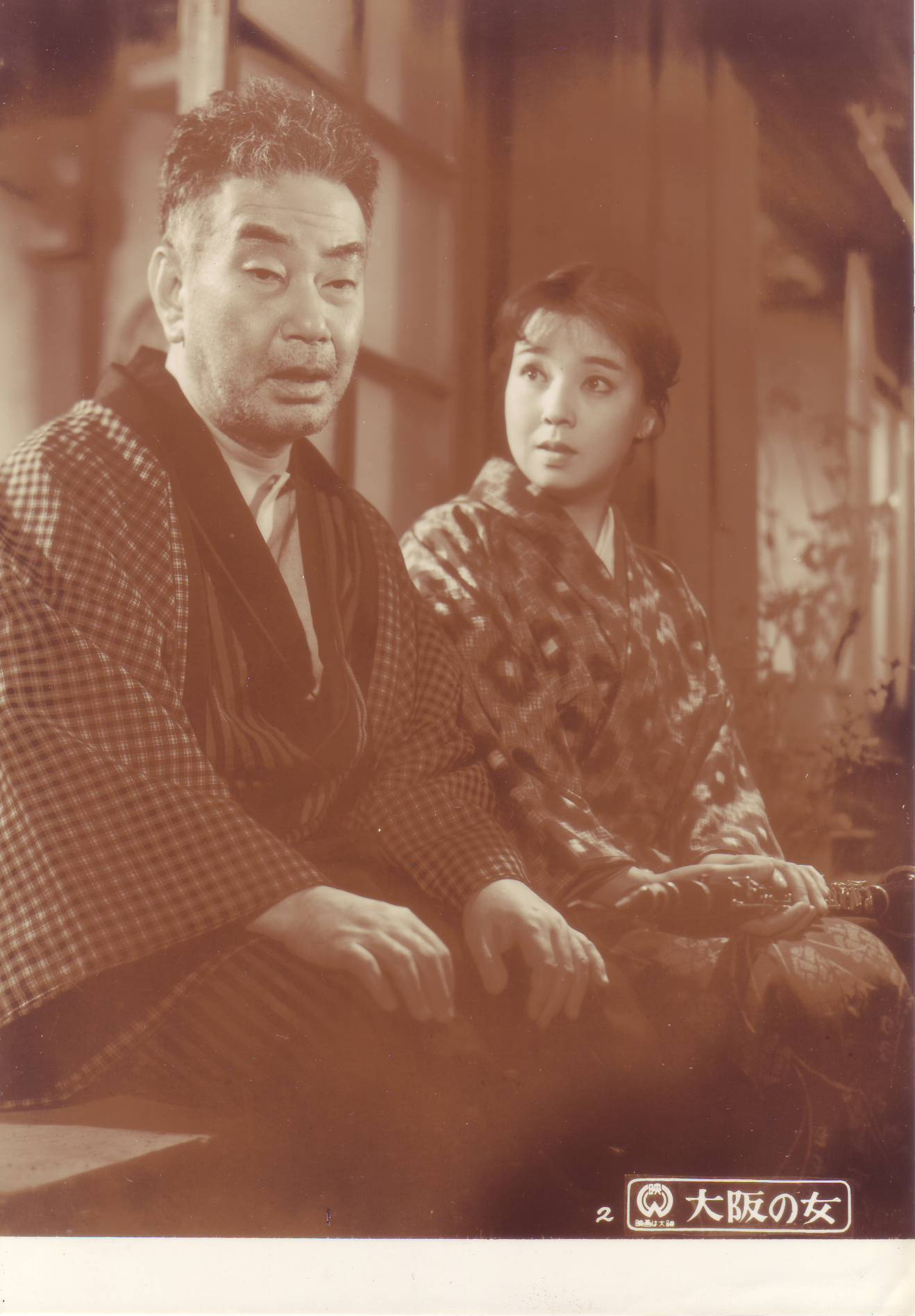
Ganjirō Nakamura et Machiko Kyō dans Une femme d'Osaka (1956)

Sauf indication contraire, les titres en français se basent sur la filmographie de Teinosuke Kinugasa dans l'ouvrage Le Cinéma japonais de Tadao Satō.

#### Les années 1920
- 1920 : La Mort de ma sœur (妹の死, Imōto no shi?)
- 1922 : Ah ! le policier Konishi (噫小西巡査, Aa, Konishi junsa?), coréalisé avec Tomu Uchida
- 1922 : Étincelle (火華, Hibana?)
- 1922 : Aru shinbunkisha no shuki (ある新聞記者の手記?)
- 1923 : Shiranui (不知火?)
- 1923 : Deux petits oiseaux (二羽の小鳥, Niwa no kotori?)
- 1923 : Franchir la montagne (彼の山越えて, Kano yama koete?)
- 1923 : Regard sur la vie (人生を視めて, Jinsei o mitsumete?)
- 1923 : Tsubame no uta (燕の歌?)
- 1923 : Le Démon de l'or I (金色夜叉 宮の巻, Konjiki yasha: Miya no maki?)
- 1923 : Ma no ike (魔の池?)
- 1923 : Chōraku no kanata e (凋落の彼方へ?)
- 1923 : Le Démon de l'or II (金色夜叉 寛一の巻, Konjiki yasha: Kan'ichi no maki?)
- 1923 : Femme, ne te trompe pas ! (Onna-yo ayamaru nakare)
- 1924 : Le Secret de ma femme (妻の秘密, Tsuma no himitsu?)
- 1924 : Le Destin de la femme I (彼女の運命 前篇, Kanojo no unmei: Zenpen?)
- 1924 : Le Destin de la femme II (彼女の運命 後篇, Kanojo no unmei: Kōhen?)
- 1924 : Amour (恋, Koi?)
- 1924 : Pluie de paulownia (桐の雨, Kiri no ame?)
- 1924 : Le Village triste (寂しき村, Sabishiki mura?)
- 1924 : Le grand-père qui faisait fleurir les fleurs (花咲爺, Hanasaka jiji?)
- 1924 : L'Inspecteur Yuri Kishin (鬼神 由利刑事, Kishin Yuri keiji?)
- 1924 : La Danse de l'amour fou (狂恋の舞踏, Kyōren no butō?)
- 1924 : L'Esprit sain de la tempête (嵐の精霊, Arashi no seirei?)
- 1924 : Être amoureux (恋とはなりぬ, Koi to wa narinu?)
- 1924 : Recueil de petites pièces - Le Pied (足, Shōhinshū: Ashi?)
- 1924 : Recueil de petites pièces - Le Vol (盗, Shōhinshū: Nusumi?)
- 1924 : Seki no fūfumatsu (関の夫婦松?)
- 1925 : La Femme de Jashumon (邪宗門の女, Jashūmon no onna?)
- 1925 : L'Amour et le guerrier (恋と武士, Koi to bushi?)
- 1925 : Double suicide et l'onagre (心中宵待草, Shinjū yoimachigusa?)
- 1925 : Hanpeita Tsukigata (月形半平太, Tsukigata Hanpeita?)
- 1925 : Midagahara no satsujin (弥陀ケ原の殺陣?)
- 1925 : Les Cercles du soleil (日輪, Nichirin?)
- 1925 : Ekisutora gāru (エキストラガール?)
- 1926 : Tenichibo et la secte Iga (天一坊と伊賀亮, Ten'ichibō to Iganosuke?) coréalisé avec Shōzō Makino
- 1926 : Une page folle (狂った一頁, Kurutta Ippēji?)
- 1926 : De beaux et de mauvais jours I (照る日くもる日 第一篇, Teru hi kumoru hi: Daiippen?)
- 1926 : Hanashi (話?)
- 1926 : L'Enfant prodige (麒麟児, Kirinji?)
- 1926 : De beaux et de mauvais jours II (照る日くもる日 第二篇, Teru hi kumoru hi: Dainihen?)
- 1927 : Inazuma zōshi (稲妻双紙?)
- 1927 : Kichiza l'efféminé (お嬢吉三, Ojō Kichizō?)
- 1927 : Le Chardon démoniaque (鬼あざみ, Oni azami?)
- 1927 : L'Époque du loyalisme (勤王時代, Kin'ō jidai?)
- 1927 : Le Couple d'étoiles (女夫星, Meoto boshi?)
- 1927 : Les Bateaux du gouverneur (御用船, Goyōsen?)
- 1927 : La Casoar (火食鳥, Hikuidori?)
- 1927 : Un héros à l'ombre (暁の勇士, Akatsuki no yūshi?)
- 1927 : Jeux en palanquin (道中双六駕籠, Dōchū sugoroku: Kago?)
- 1927 : L'Épée folle sous la lune (月下の狂刃, Gekka no kyōjin?)
- 1928 : L'Enfant Benten (弁天小僧, Benten kozō?)
- 1928 : Le Carnet secret de Kyoto (京洛秘帖, Kyōraku hijō?)
- 1928 : Chronique d'un pays marin (海国記, Kaikokuki?)
- 1928 : Jeux en bateau (道中双六船, Dōchū sugoroku: Bune?)
- 1928 : Les Regrets du démon (長恨夜叉, Chōkun yasha?)
- 1928 : Carrefour (十字路, Jūjiro?)

#### Les années 1930
- 1930 : Josei no kagayaki (女性の輝き?)
- 1931 : Avant l'aube (黎明以前, Reimei izen?)
- 1931 : Okichi, la maîtresse de l'étranger (唐人お吉, Tōjin Okichi?)
- 1932 : Nezumi kozō Jirokichi (鼠小僧次郎吉?)
- 1932 : Les Rescapés de Shinsengumi (生き残った新選組, Ikinokotta Shinsengumi?)
- 1932 : Les 47 Rōnin I (忠臣蔵 前篇 赤穂京の巻, Chūshingura: Akō Kyō no maki?)
- 1932 : Les 47 Rōnin II (忠臣蔵 後篇 江戸の巻, Chūshingura: Edo no maki?)
- 1933 : Tenichibo et Iganosuke (天一坊と伊賀亮, Ten'ichibō to Iganosuke?)
- 1933 : Les Deux Lanternes (二つ燈籠, Futatsu dōrō?)
- 1933 : Ginpei de Koina (鯉名の銀平, Koina no Ginpei?)
- 1934 : Tokijiro Kutsukate (沓掛時次郎, Kutsukate Tokijirō?)
- 1934 : Double suicide à Fujuki (冬木心中, Fuyuki shinjū?)
- 1934 : Une épée entre en scène (一本刀土俵入り, Ippongatana dohyōiri?)
- 1934 : Kochiyama a été frappé (殴られた河内山, Nagurareta Kōchiyama?)
- 1935 : Ushimatsu, l'homme de l'ombre (くらやみの丑松, Kurayami no Ushimatsu?)
- 1935 : La Vengeance d'un acteur I (雪之丞変化 第一篇, Yukinojō henge: Daiippen?)
- 1935 : La Vengeance d'un acteur II (雪之丞変化 第二篇, Yukinojō henge: Dainihen?)
- 1936 : La Vengeance d'un acteur III (雪之丞変化 解決篇, Yukinojō henge: Kanketsu hen?)
- 1937 : La Bataille d'été à Osaka (大阪夏の陣, Ōsaka natsu no jin?)
- 1937 : Hitohada Kannon (人肌観音?)
- 1938 : Document sur les loyalistes du clan Kuroda (黒田誠忠録, Kuroda seichuroku?)

#### Les années 1940
- 1940 : La Princesse serpent I (蛇姫様, Hebihime-sama?)
- 1940 : La Princesse serpent II (続蛇姫様, Zoku hebihime-sama?)
- 1941 : La Bataille de Kawanakajima (川中島合戦, Kawanakajima kassen?)
- 1943 : En avant le drapeau de l'indépendance ! (進め独立旗, Susume dokuritsuki?)
- 1945 : La Rose de mer (間諜海の薔薇, Kanchō: Umi no bara?)
- 1946 : Seigneur d'un soir (或る夜の殿様, Aru yo no tonosama?)
- 1947 : Quatre histoires d'amour (四つの恋の物語, Yottsu no koi no monogatari?), 4e segment : Le Cirque de l'amour (Koi no sakasu)[13]
- 1947 : L'Actrice (女優, Joyū?)
- 1948 : Les Rémoras I (小判鮫 第一部 怒濤篇, Kobanzame: Daiichibu: Dotō hen?)
- 1949 : Les Rémoras II (小判鮫 第二部 愛憎篇, Kobanzame: Dainibu: Aizō hen?)
- 1949 : Le Domaine de Koga (甲賀屋敷, Koga yashiki?)

#### Les années 1950
- 1950 : Le Visage du criminel (殺人者の顔, Satsujinsha no kao?)
- 1950 : La Chauve-souris rouge (紅蝙蝠, Beni kōmori?)
- 1951 : Les Oiseaux migrateurs de la Lune (月の渡り鳥, Tsuki no wataridori?)
- 1951 : La Lune brillante et la lanterne tournante (名月走馬燈, Meigetsu sōmatō?)
- 1952 : L'Histoire secrète du château de Shura I (修羅城秘聞 双竜の巻, Shura-jō hibun: Sōryū no maki?)
- 1952 : L'Histoire secrète du château de Shura II (続修羅城秘聞 飛竜の巻, Zoku Shura-jō hibun: Hiryū no maki?)
- 1952 : La Légende du Grand Bouddha (大仏開眼, Daibutsu kaigen?)[14],[15]
- 1953 : La Porte de l'enfer (地獄門, Jigokumon?)[16]
- 1954 : Duel par une nuit de neige (雪の夜の決闘, Yuki no yo no kettō?)
- 1954 : L'Épée brillante (花の長脇差, Hana no nagadosu?)
- 1954 : Le Gouverneur en furie (鉄火奉行, Tekka bugyō?)
- 1955 : Contes de la ville basse près de la rivière (川のある下町の話, Kawa no aru shitamachi no hanashi?)
- 1955 : Combien de fois, les roses (薔薇いくたびか, Bara ikutabika?)
- 1955 : Romance à Yushima (婦系図 湯島の白梅, Onna keizu: Yushima no shiraume?)
- 1956 : Trois femmes autour de Yoshinaka (新平家物語 義仲をめぐる三人の女, Shin heike monogatari: Yoshinaka o meguru sannin no onna?)
- 1956 : Étincelles (火花, Hibana?)
- 1956 : Tsukigata Hanpeita (月形半平太 花の巻 嵐の巻, Tsukigata Hanpeita: Hana no maki arashi no maki?)
- 1957 : Le Roman de Genji - Ukifune (源氏物語 浮舟, Genji monogatari: Ukifune?)
- 1957 : Carnets secrets du détroit de Naruto (鳴門秘帖, Naruto hichō?)
- 1958 : Le Banquet des fleurs (春高樓の花の宴, Haru kōrō no hana no en?)
- 1958 : Une femme d'Osaka (大阪の女, Ōsaka no onna?)
- 1958 : Le Héron blanc (白鷺, Shirasagi?)[17]
- 1959 : Flamme de la passion (情炎, Jōen?)
- 1959 : Un tableau éphémère (かげろう絵図, Kagero ezu?)

#### Les années 1960
- 1960 : La Chanson de la lanterne (歌行燈, Uta andon?)[18]
- 1961 : Cheveux ébouriffés (みだれ髪, Midaregami?)
- 1961 : Okoto et Sasuke (お琴と佐助, Okoto to Sasuke?)
- 1963 : Mensonges (嘘, Uso?) (3e segment) co-réalisé avec Yasuzō Masumura (1er segment) et Kōzaburō Yoshimura (2e segment)
- 1963 : Le Bonze démoniaque (妖僧, Yōsō?)
- 1966 : Le Petit Fugitif (film, 1966) (小さい逃亡者, Chiisai tōbōsha?) co-réalisé avec Edouard Nikandrovitch Botcharov (ru)

### Scénariste
- 1976 : Shunkinshō (春琴抄?) de Katsumi Nishikawa

## Distinctions

### Récompenses
- 1947 : Prix Mainichi du meilleur film pour Seigneur d'un soir[19]
- 1954 : Grand prix au Festival de Cannes pour La Porte de l'enfer[16]
- 1954 : Léopard d'or au Festival de Locarno pour La Porte de l'enfer
- 1959 : mention spéciale pour Le Héron blanc au festival de Cannes[17]

### Sélections
- 1953 : La Légende du Grand Bouddha est présenté en compétition au festival de Cannes[15]
- 1959 : Le Héron blanc est présenté en compétition au festival de Cannes[17]